# Фрідріхсруе
Фрідріхсруе (нім. Friedrichsruhe) — громада в Німеччині, розташована в землі Мекленбург-Передня Померанія. Входить до складу району Людвігслуст-Пархім. Складова частина об'єднання громад Кріфіц.
Площа — 34,66 км2. Населення становить 882 ос. (станом на 31 грудня 2020).